# Praying
«Praying» (рус. Молиться) — сингл американской певицы Кеши из третьего студийного альбома «Rainbow». Выпущен 6 июля 2017 года. Многие критики предположили, что эта песня о Dr. Luke, которого Кеша обвиняет в сексуальном и эмоциональном насилии в судебном процессе, хотя Dr. Luke никогда не упоминается в песне по имени.

## Предыстория и релиз
С июля по октябрь 2016 года Кеша отправилась в своё третье мировое турне Kesha and the Creepies: Fuck the World Tour, где она исполнила различные кавер-версии песен и несколько рок и кантри переработок своего собственного материала. За это время певица написала несколько песен для своего третьего студийного альбома Rainbow (2017). Продюсер Райан Льюис начал работать над лирикой и продюсированием "Praying", когда он был в туре за год до релиза песни. Он чувствовал, что баллада подойдёт для артистки, а его жена предложила Кеше спеть её. Впоследствии Льюис связался с руководством певицы, и Кеша позже приняла предложение из-за её любви к его работе с Маклемором, особенно восхищаясь тем, как в их дискографии сочетаются забавные и политически прогрессивные песни. Льюис пришёл к Кеше с "наброском" песни и воодушевил её делать все, что она захочет с треком. Когда она взяла "свистящую ноту", она удивила его; Позже Льюис сказал, что это был один из его любимых моментов в студии. «Praying» была завершена через два дня после того, как Кеша начала работать над ней. Льюис сказал, что его мотивация при написании песни была продемонстрировать вокальный диапазон певицы и представить её как личность, в конце концов чувствуя, что готовый трек достиг обеих целей.

## Музыкальное видео
Музыкальный видеоклип, снятый Йонасом Окерлундом, был выпущен 6 июля 2017 года. Кеша описала опыт работы с Окерлундом как мечту, ставшую реальностью и сказала, что процесс съёмки видео был сродни хорошему длительному сеансу терапии. Видео было снято в течение одного дня в горе спасения, Ниланде, Калифорнии и Солтон-Си. Наряды, которые носила певица, были вдохновлены местоположением клипа, а также её любовью к винтажной одежде 1960-х и 1970-х годов. Кеша и её стилист для видео, Саманта Буркхарт, подобрали для певицы радужное платье, несмотря на опасения Акерлунда, что платье было слишком похоже на то, которое использовалось для видео Бейонсе «Hold Up» (2016). Режиссёр также хотел, чтобы певица носила чёрные крылья ангела в видео, чтобы она выглядела «испорченной», но Буркхарт настаивала, чтобы Кеша носила белые крылья ангела, чтобы подчеркнуть её чистоту и красоту. Кеша сказала, что музыкальное видео метафорически изображает её жизнь. Согласно Буркхарт, Кеша изображает падшего ангела, который все ещё очень чист.

## Список композиций
- Цифровая дистрибуция – The Remixes[9]

1. «Praying» (Frank Walker Remix) – 2:59
2. «Praying» (Oliver Nelson Remix) – 3:57
3. «Praying» (Tim Legend Remix) – 3:38

## Чарты
| Чарт (2017–2018)                           | Пиковая позиция |
| ------------------------------------------ | --------------- |
| Австралия (ARIA)                           | 6               |
| Австрия (Ö3 Austria Top 40)                | 68              |
| Бельгия/Фландрия (Ultratip Bubbling Under) | 19              |
| Канада (Billboard Canadian Hot 100)        | 11              |
| Канада (Billboard AC)                      | 27              |
| Канада (Billboard CHR/Top 40)              | 7               |
| Канада (Billboard Hot AC)                  | 13              |
| Чехия (Singles Digitál Top 100)            | 50              |
| France (SNEP)                              | 75              |
| Венгрия (Single Top 40)                    | 13              |
| Ireland (IRMA)                             | 23              |
| Япония (Billboard Japan Hot 100)           | 84              |
| Netherlands Tip (Single Top 100)           | 4               |
| Новая Зеландия (Recorded Music NZ)         | 37              |
| Португалия (AFP)                           | 53              |
| Шотландия (OCC Scotland)                   | 16              |
| Словакия (Singles Digitál Top 100)         | 49              |
| Испания (PROMUSICAE)                       | 30              |
| Швеция (Sverigetopplistan)                 | 77              |
| Швейцария (Schweizer Hitparade)            | 64              |
| Великобритания (OCC UK Singles)            | 26              |
| США (Billboard Hot 100)                    | 22              |
| США (Billboard Adult Contemporary)         | 17              |
| США (Billboard Adult Pop Airplay)          | 6               |
| США (Billboard Dance/Mix Show Airplay)     | 14              |
| США (Billboard Pop Airplay)                | 9               |

| Чарт (2017)               | Позиция |
| ------------------------- | ------- |
| Australia (ARIA)          | 58      |
| Canada (Canadian Hot 100) | 63      |
| US Billboard Hot 100      | 67      |

## Релиз
| Регион                   | Дата             | Формат                         | Лейблы       | Прим.  |
| ------------------------ | ---------------- | ------------------------------ | ------------ | ------ |
| Весь мир                 | 6 июля, 2017     | Цифровая дистрибуция           | Kemosabe     | [ 39 ] |
| Италия                   | 14 июля, 2017    | Современное хитовое радио      | Sony         | [ 40 ] |
| Объединённое Королевство | 14 июля, 2017    | Современное хитовое радио      | RCA          | [ 41 ] |
| Соединённые Штаты        | 18 июля, 2017    | Современное хитовое радио      | Kemosabe RCA | [ 42 ] |
| Соединённые Штаты        | 16 октября, 2017 | Современное радио для взрослых | Kemosabe RCA | [ 43 ] |